# ファティマ・ロペス
ファティマ・ロペス（Fátima Lopes, ComIH、1965年3月8日 - ）はポルトガル・マデイラ諸島フンシャル出身の女性ファッションデザイナー。ポルトガル人でもっとも国際的な活躍をしているデザイナーの一人。
デザイナーになる前は地元の旅行代理店でツーリストガイドの仕事をしていた為、英語、フランス語、ドイツ語が流暢に話せる。
1990年にリスボンに移動し、友人と共にそこでセレクトショップ「Versos」を開店する。1992年に名前を「Fátima Lopes」と変えそれが彼女のブランドの一号店となる。
1994年からコレクションのショーを開催し認められるようになる。1998年にはメンズ・レディースの靴、バッグ、革製品などの商品も加わるようになった。同年リスボンにショップ、ディスコ&バー、アトリエ、モデルエージェンシー、モデルスクールがひとつのビルに集約された施設「Espaço Fátima Lopes」 をオープンする。
2000年には時価100万ドルのダイヤモンドとゴールドのビキニ作品をデザイン、自らモデルをつとめ世界を驚かせた。値段は世界でもっとも高価であった。
過去にはサッカーポルトガル代表やスポルティング・クルーベ・デ・ポルトゥガルの公式スーツもデザインしている（2006年ワールドカップの際も同様）。それが好評だった影響で紳士服・スーツなども手がけ、ガラス製品や家具のデザインにも挑戦している。毎年2回開催されるパリコレクションや、ポルトガルファッションなどのファッションショーイベントでは常連となっている。
2007年には「Face Sports」というスポーツ選手のマネージメント企業も起こし、イメージキャラクターに同国代表でスポルティングCP所属のサッカー選手ミゲル・ヴェローゾを起用した。

## 外部サイト
- Fátima Lopes Official Site（ポルトガル語）